# Кемпа-Надбжеська
Кемпа-Надбжеська (пол. Kępa Nadbrzeska) — село в Польщі, у гміні Карчев Отвоцького повіту Мазовецького воєводства.
Населення — 206 осіб (2011).
У 1975-1998 роках село належало до Варшавського воєводства.

## Демографія
Демографічна структура станом на 31 березня 2011 року:
|          | Загалом | Допрацездатний вік | Працездатний вік | Постпрацездатний вік |
| -------- | ------- | ------------------ | ---------------- | -------------------- |
| Чоловіки | 107     | 20                 | 76               | 11                   |
| Жінки    | 99      | 16                 | 63               | 20                   |
| Разом    | 206     | 36                 | 139              | 31                   |